# Marcilly-lès-Mont-Serein
Marcilly-lès-Mont-Serein, plus longtemps connue sous le nom de Marcilly-sous-Mont-Saint-Jean, était une commune française située dans le département de la Côte-d'Or.
La commune a disparu officiellement le 1er janvier 1849 à la suite de la fusion avec sa voisine Ogny. La nouvelle commune s'appelle Marcilly-Ogny.

## Toponymie
Noms connus : Marcilleyum (XIVe siècle, avant 312) ; Marcilley (1376) ; Marcilley soubz Mont Saint Jouhan (1397) ; Marcilley soubz Mont Saint Jehan (1442) ; Marcilly (1467) ; Mercilly lez Sainct Johan (1519) ; Marcilly soubz Mont Sainct Jehan (1538) ; Marcilly soubz Mont Sainct Jean (1574) ; Marcilly soubs Mont Saint Jean (1657) ; Marcilly lès Mont Saint Jean (1668) ; Marsilly (1751) ; Marcilly-sous-Mont-Saint-Jean (1783) ; Marcilly-lès-Mont-Saint-Jean (an II) ; Marcilly-lès-Mont-Serein (époque révolutionnaire durant la Convention nationale (1792-1795), encore en 1814) ; Marcilly (XIXe siècle) ; Marcilly-Ogny ou Marcilly-sous-Mont-Saint-Jean et Ogny (XIXe siècle),,.